# Alphonse Herman
Pour les articles homonymes, voir Herman.
Alphonse Herman, né le 6 mars 1836 à Tournai et mort le 16 août 1906 en son domicile dans le 11e arrondissement de Paris, est un compositeur et chef d'orchestre français.

## Biographie
Chef d’orchestre du Théâtre de l'Ambigu (1892-1903), spécialiste de la mandoline, on lui doit plus de 150 créations (quadrilles, danses, musique de scène, etc.) ainsi que les musiques de chansons sur des paroles, entre autres, de Félix Baumaine, Charles Blondelet, Jules Dornay, Xavier de Montépin ou Louis Péricaud.
Il est inhumé au cimetière du Père-Lachaise (17e division).